# Bemisia tabaci
La mosca blanca del tabac (Bemisia tabaci) és una espècie d'insecte hemípter de la família Aleyrodidae. És una mosca blanca que causa danys de diversos cultius.
És originària de l'Índia, però que es troba pràcticament a tot el món. Ja va ser assenyalada al sud de la península Ibèrica el 1943, però fins als anys 1990 no va començar a fer mal. Tot i arribar a Catalunya més tard, va prendre la primera posició per la seva reproducció més ràpida, major adaptabilitat i generació de resistències als insecticides. Són nocives en diversos aspectes: en picar les fulles les larves debiliten la planta, en secretar melasses atreuen fongs i en ésser vectors de virus. Infecten sobretot cultius intensius els tomàquets, pebrots, melons, síndries, mongetes, albergínies i cogombres. És a la llista de les 100 espècies invasores més nocives d'Europa.
Tret del control químic, també es poden emprar els seus enemics naturals, com Eretmocerus mundus, un parasitoide específic, Macrolophus caliginosus, un depredador polífag i Chrysoperla carnea que són efectius quan no hi ha tractament amb insecticida.